# エル・ブルゴ・デ・オスマ
エル・ブルゴ・デ・オスマ （El Burgo de Osma）は、スペイン・カスティーリャ・イ・レオン州ソリア県のムニシピオ（基礎自治体）。正式名称はブルゴ・デ・オスマ＝シウダ・デ・オスマ（Burgo de Osma-Ciudad de Osma）である。1993年にスペインの歴史保存地区となった（es）。

## 概要
自治体は2つの地区からなる。シウダ・デ・オスマ地区は小さく、西をウセロ川、南をドゥエロ川が通る。エル・ブルゴ・デ・オスマ地区は大きく、ソリア県の教区聖堂であるアスンシォン・デ・エル・ブルゴ・デ・オスマ聖堂がある。オスマとは、ケルト＝ローマ遺跡であるウクセマ・アルガエラ遺跡（en）から派生した言葉である。第一次ケルティベリア戦争後、紀元前1世紀頃に古代ローマが要塞としてつくった。5世紀に西ゴート王国に占領されてから、オクソマ（Oxoma）またはオソマ（Osoma）と呼ばれた。597年に教会がつくられた。ムーア人支配下でも町は繁栄した。1101年、最初の聖堂が、西ゴート時代の修道院跡に建てられた。

## 人口
| エル・ブルゴ・デ・オスマの人口推移 1900－2010           |
|                                                         |
| 出典:INE（スペイン国立統計局）1900年 - 1991年、1996年 - |

## 政治
自治体首長はカスティーリャ・イ・レオン国民党（Partido Popular de Castilla y León）のホセ・アントーニオ・パルド・カピージャ（Antonio Pardo Capilla）。

### 司法行政
ブルゴ・デ・オスマ＝シウダ・デ・オスマはブルゴ・デ・オスマ＝シウダ・デ・オスマ司法管轄区に属し、同管轄区の中心自治体である。

## ギャラリー

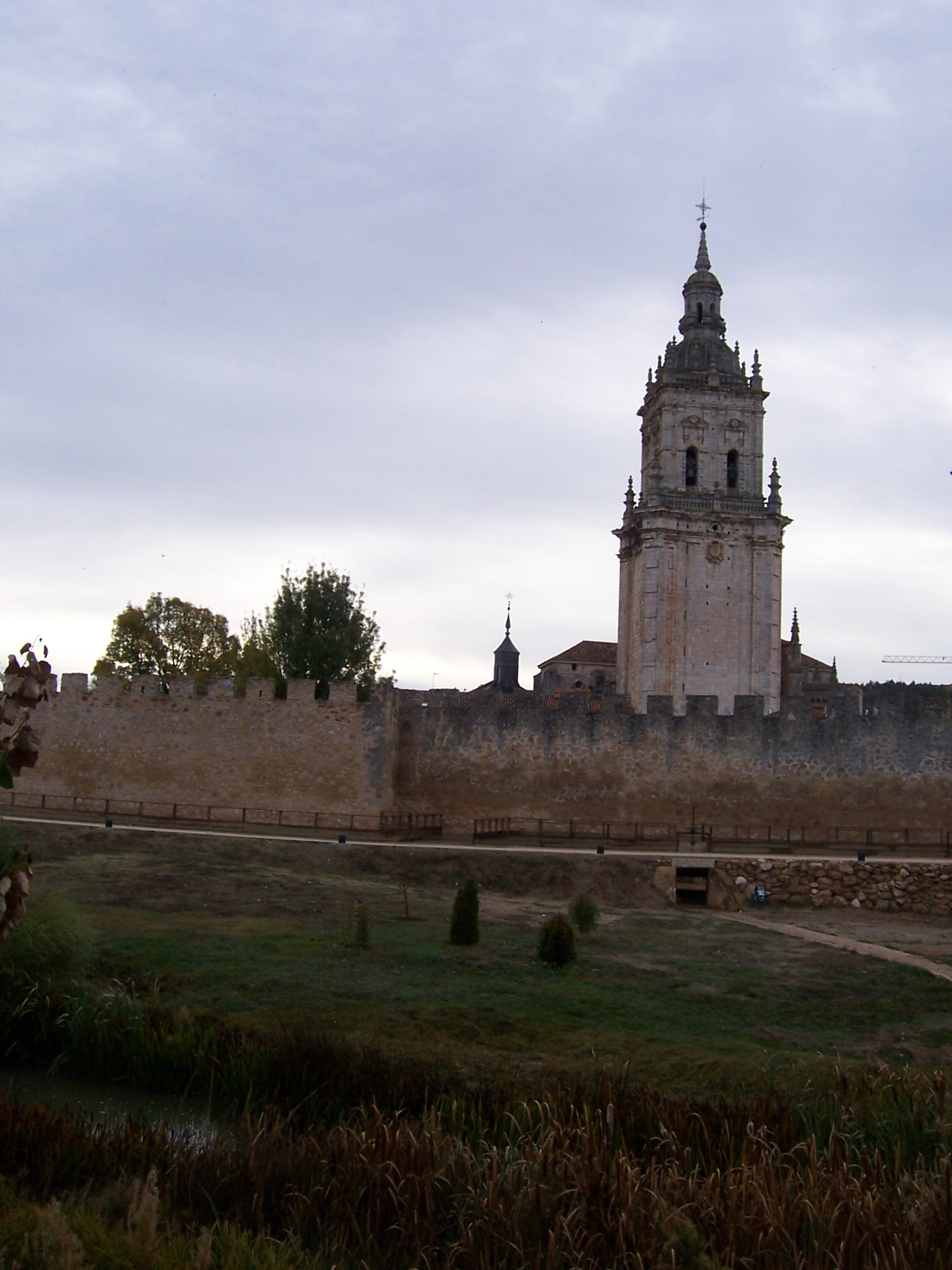
橋から見た聖堂
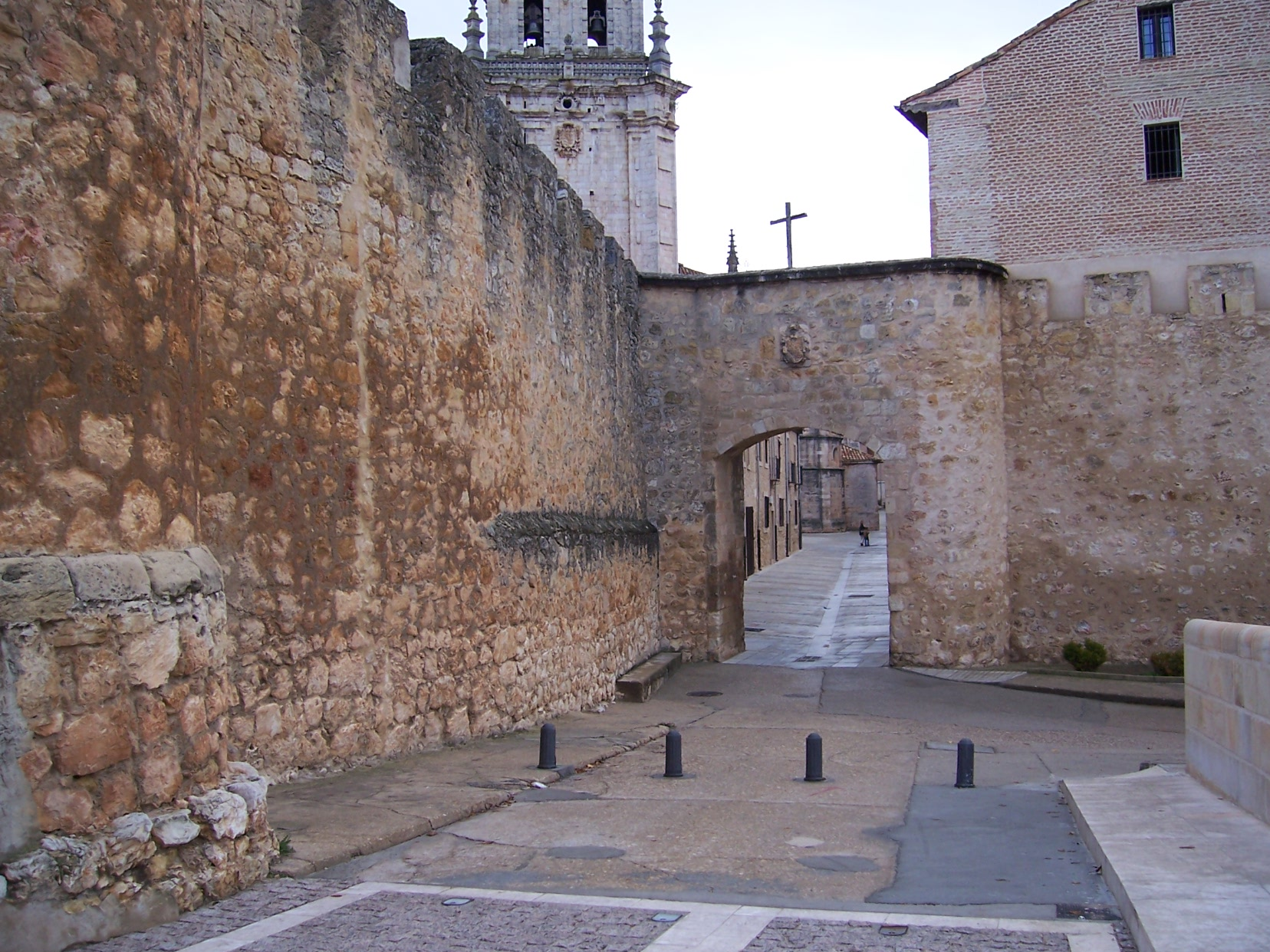
市街への入り口
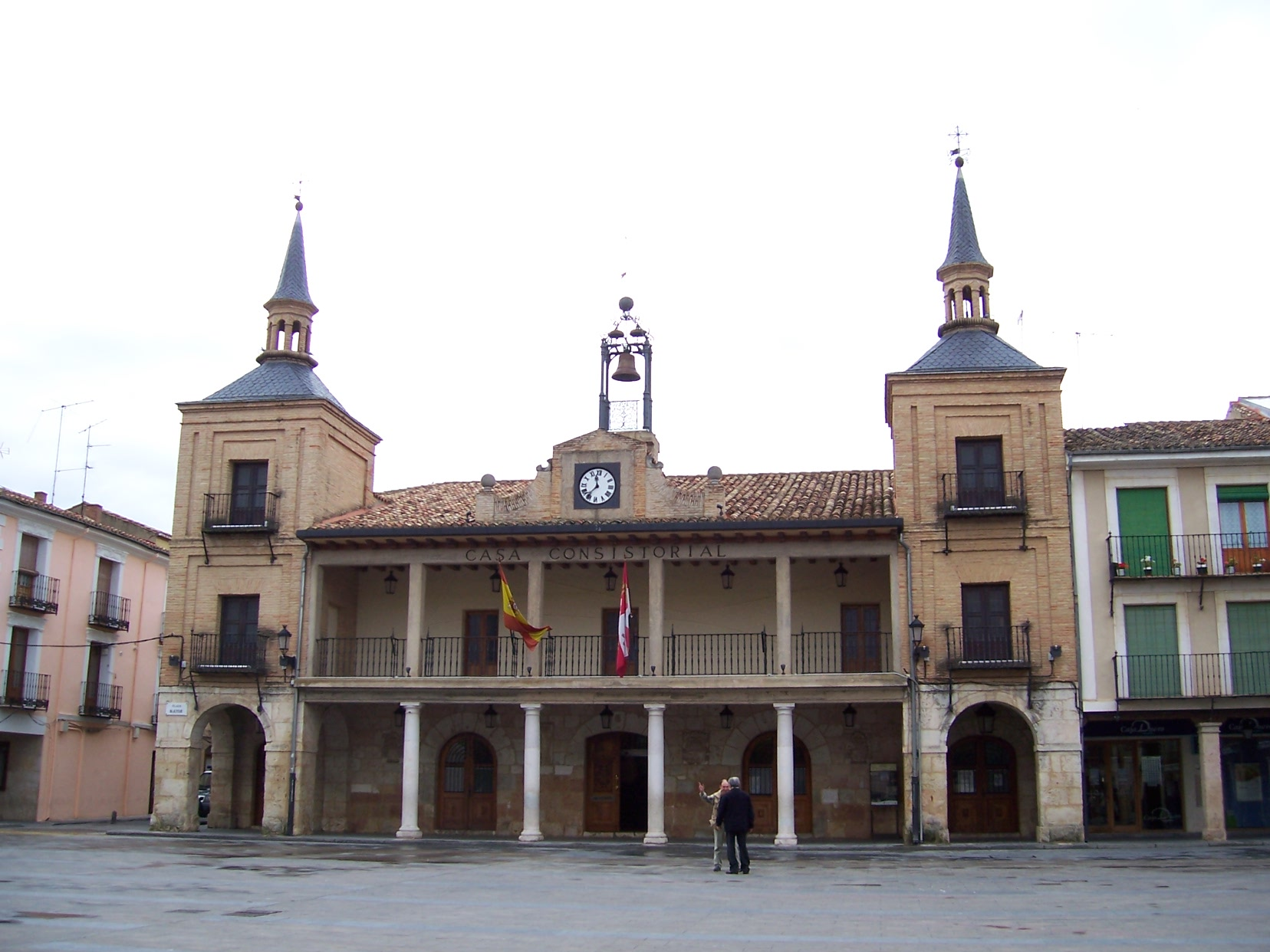
自治体庁舎
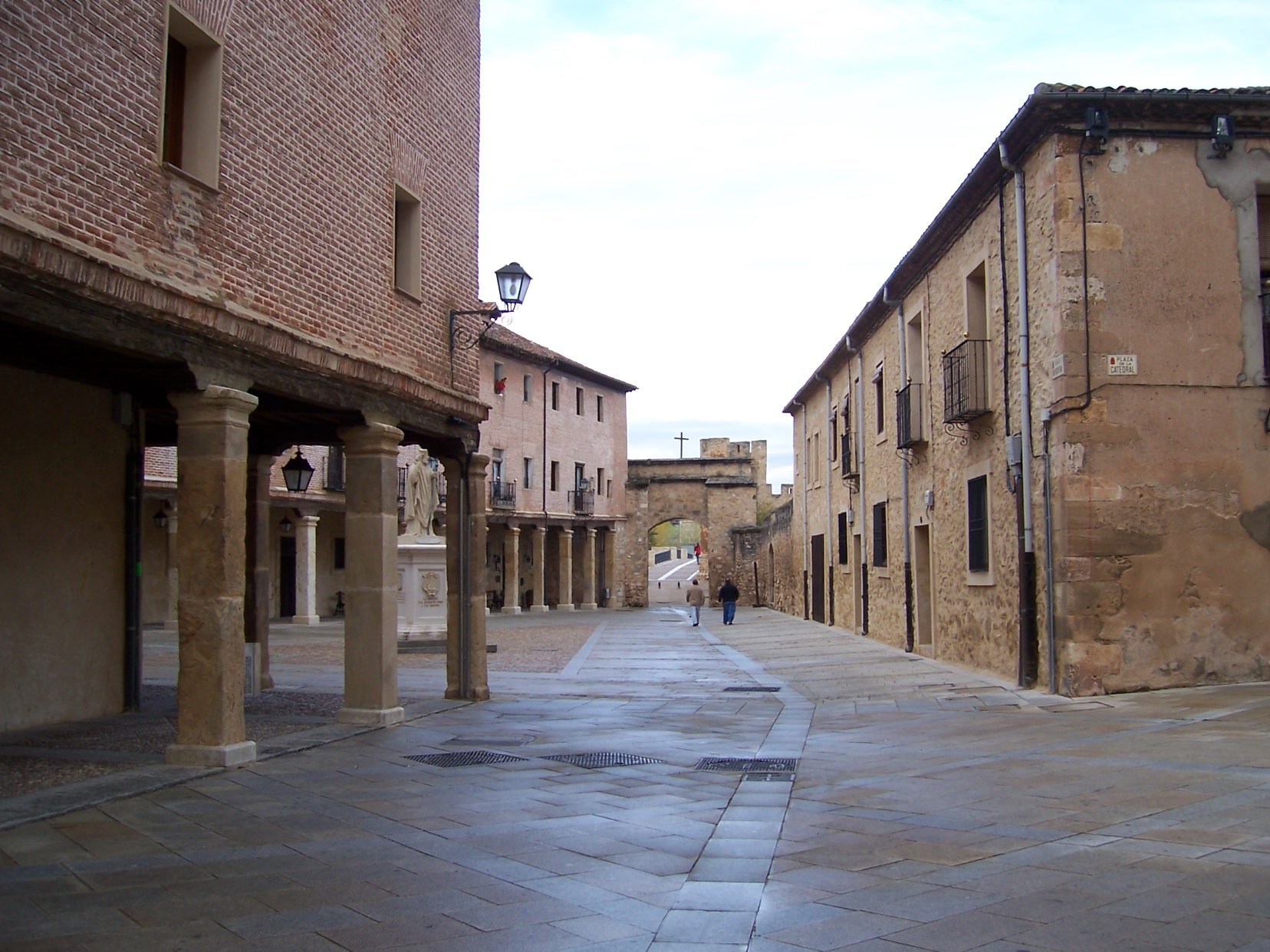
通り
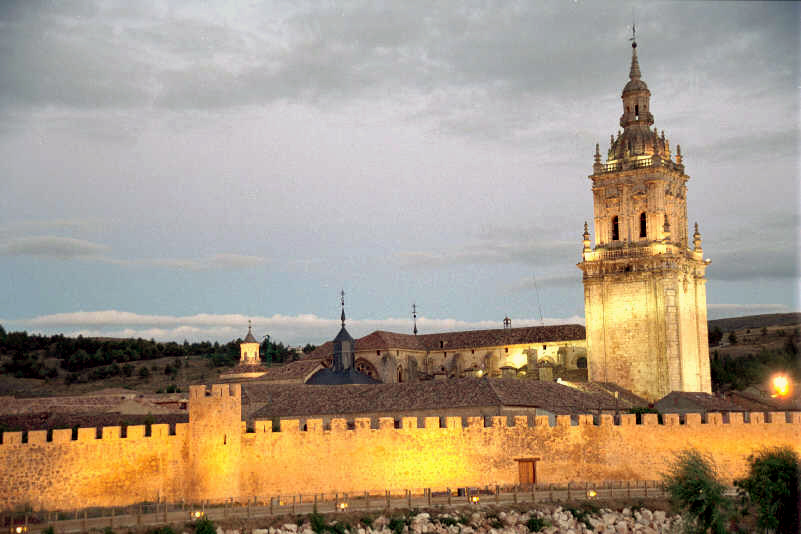
カテドラルと市壁
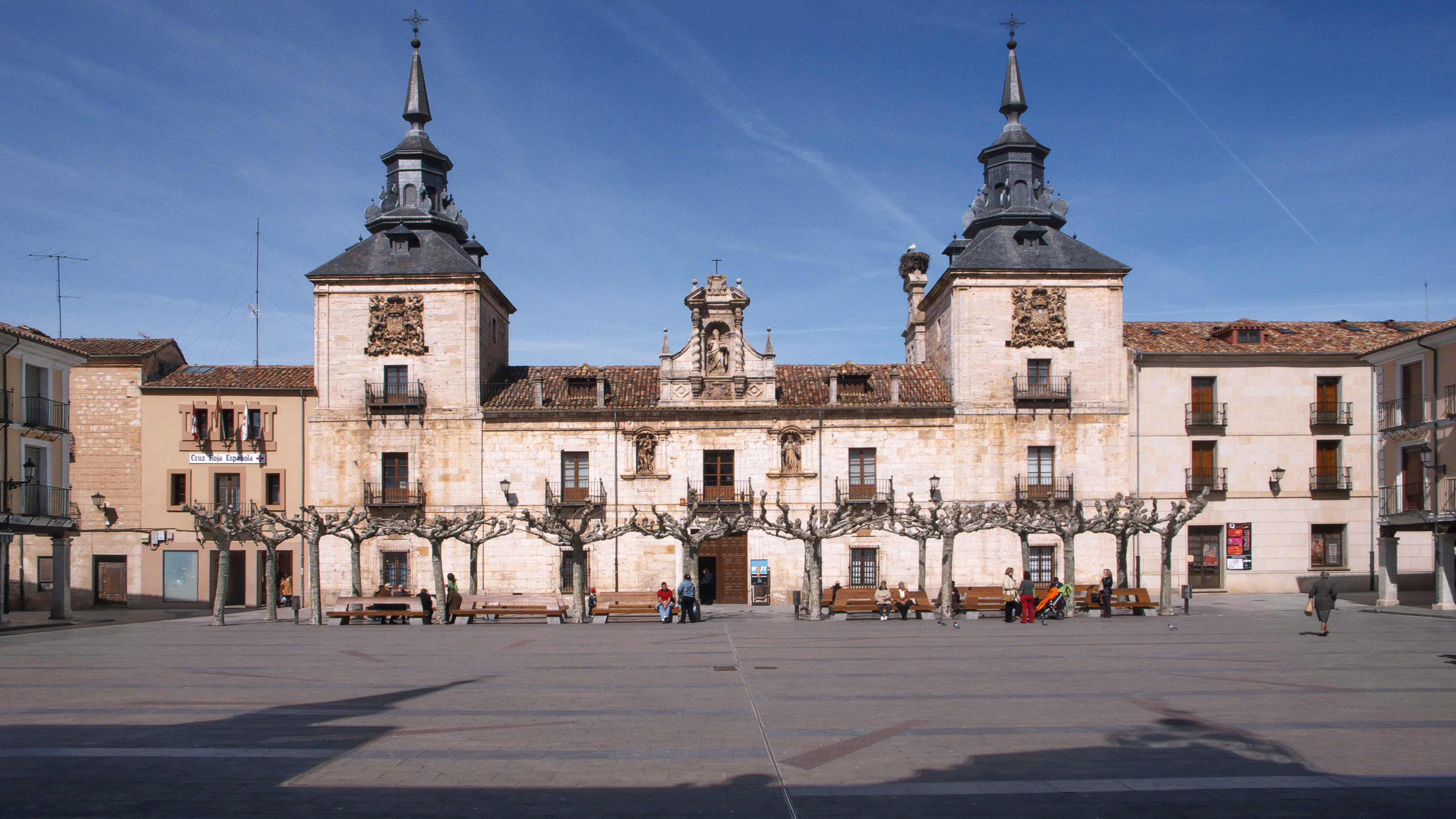
サン・アグスティン病院
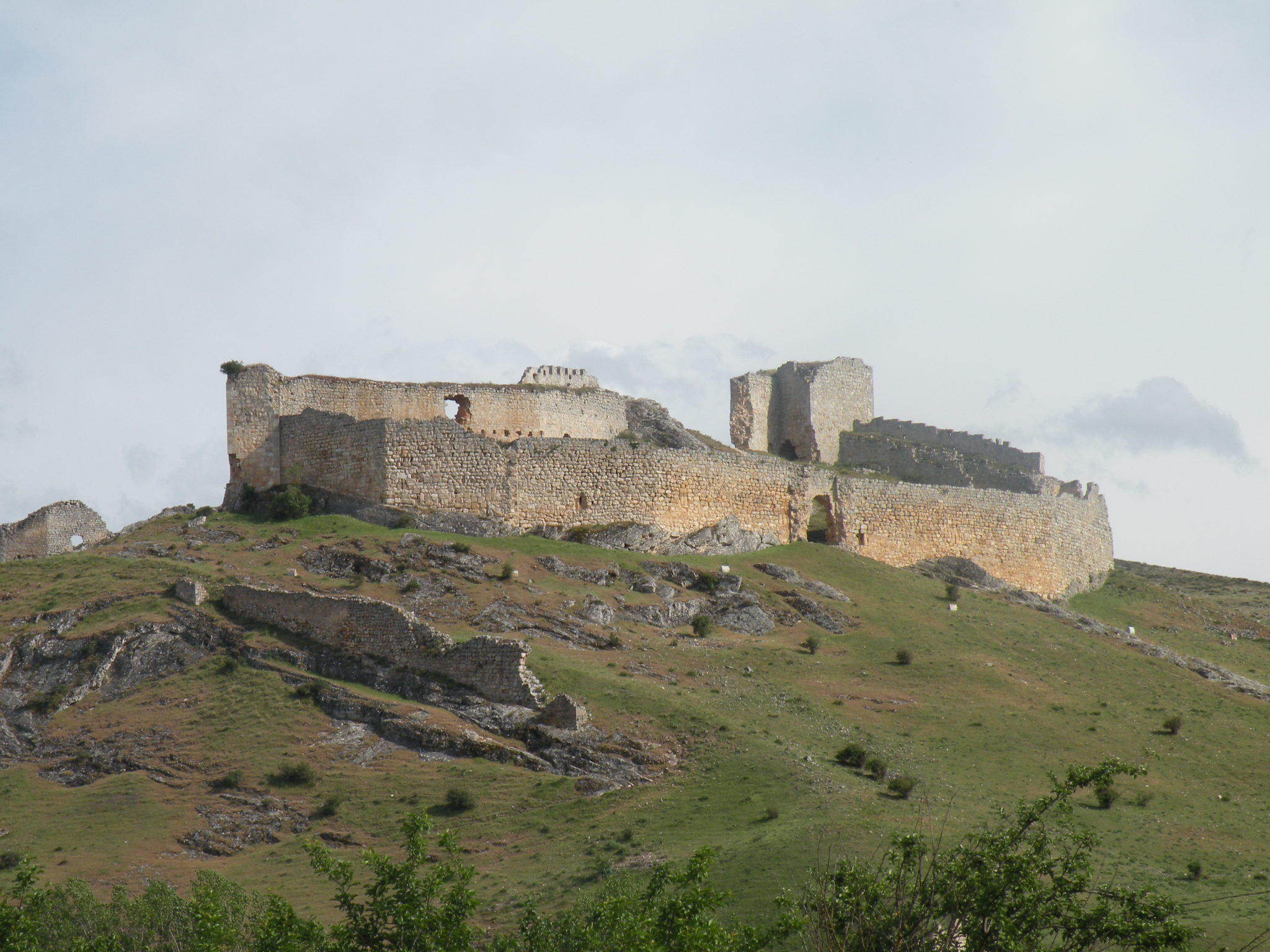
オスマ城跡
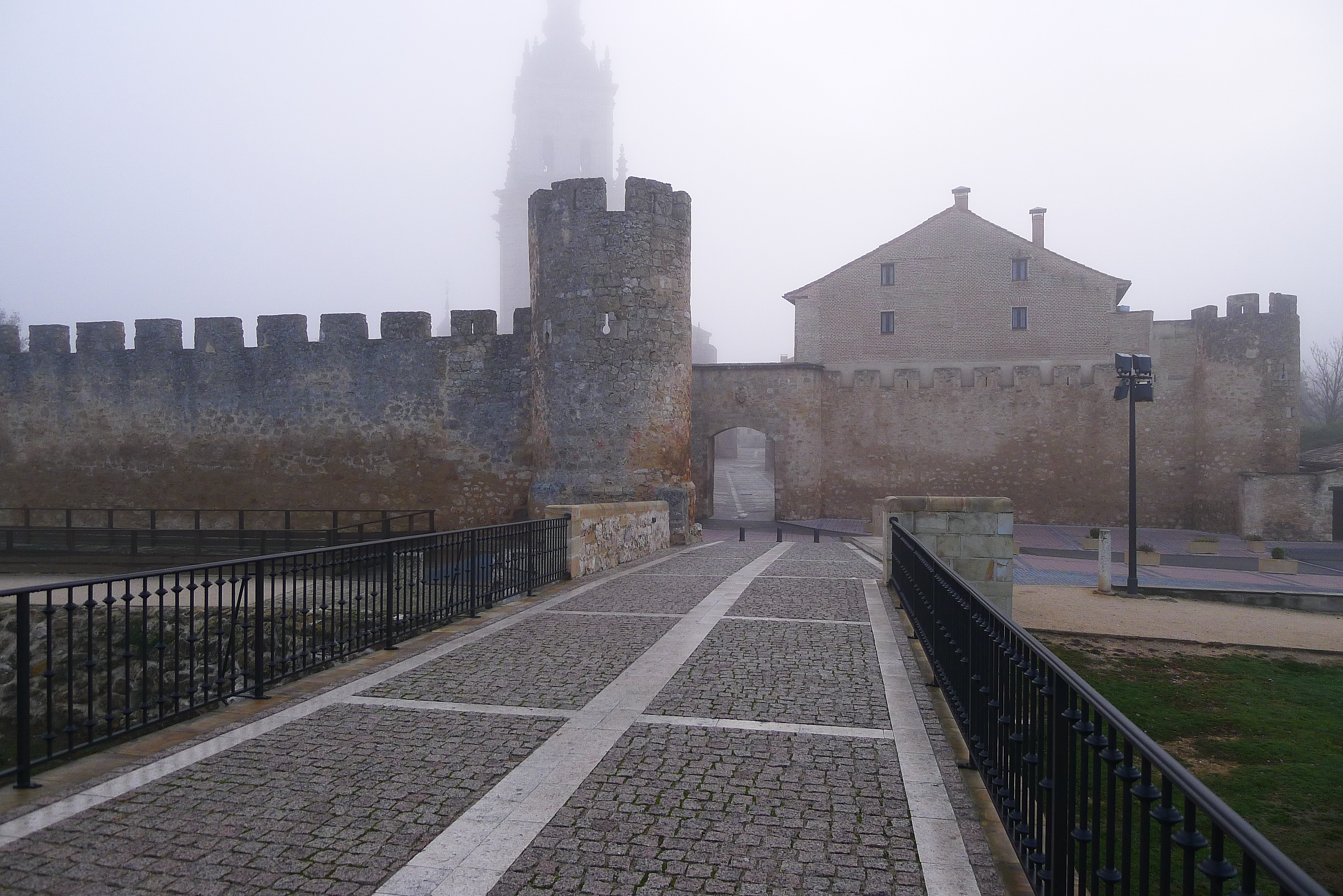
市街地を囲む市壁